# Milbridge
Milbridge – miasto w Stanach Zjednoczonych, w stanie Maine, w hrabstwie Washington.